# U.S. Route 48
U.S. Route 48 (ou U.S. Highway 48) é uma autoestrada dos Estados Unidos.
Faz a ligação do Oeste para o Este. A U.S. Route 48 foi construída em 2002 e tem 238 milhas.

## Principais ligações
US 219 em Davis

 US 220 em Moorefield

 Autoestrada 81 em Strasburg